# ليدا غلوريا
ليدا غلوريا (بالإيطالية: Leda Gloria)‏ هي ممثلة إيطالية، ولدت في 30 أغسطس 1912 بروما في إيطاليا، وتوفيت بنفس المكان في 16 مارس 1997.

## وصلات خارجية
- ليدا غلوريا على موقع IMDb (الإنجليزية)
- ليدا غلوريا على موقع ألو سيني (الفرنسية)
- ليدا غلوريا على موقع أول موفي (الإنجليزية)
- ليدا غلوريا على موقع قاعدة بيانات الأفلام السويدية (السويدية)
- ليدا غلوريا على موقع قاعدة بيانات الفيلم (الإنجليزية)
- ليدا غلوريا على موقع كينوبويسك (الروسية)